# Mörlenbach
Mörlenbach település Németországban, Hessen tartományban. Lakosainak száma 10 154 fő (2023. december 31.).

## Népesség
A település népességének változása:
| Lakosok száma | 10 140 | 10 568 | 10 072 | 10 082 | 10 082 | 10 091 | 10 166 | 10 154 |
|               | 2010   | 2015   | 2017   | 2018   | 2019   | 2021   | 2022   | 2023   |